# چارلز مینگس
چارلز مینگس جونیور (به انگلیسی: .Charles Mingus Jr) ‏(۲۲ آوریل ۱۹۲۲ – ۵ ژانویه ۱۹۷۹) همچنین ملقب به چارلی مینگس آهنگ ساز، رهبر گروه و نوازندهٔ باس و گاه پیانو در سبک جز و اهل آمریکا است. او همچنین برای فعالیت‌های اجتماعی‌اش در زمینهٔ عدالت نژادی مشهور است.
او همواره یکی از بهترین آهنگ‌سازان و همچنین نوازندگان جز به‌شمار می‌رود و بسیاری از آلبوم‌های او بین بهترین آلبوم‌های تاریخ جز رده‌بندی می‌شوند.   بایگانی‌شده  در ۲ مارس ۲۰۰۷ توسط Wayback Machine
با وجود اخلاق تندی که او در برخورد با اعضای گروه از خود نشان می‌داد، نوازندگان ارزشمندی در گروه او تربیت شدند. برخورد تند او با اعضای گروه را گهگاه به جثهٔ عظیم او نسبت می‌دهند. مهم‌تر از آن اینست که او بسیار نسبت به نوازندگی اعضای گروهش حساس بود و این به سیاق خاص موسیقایی مینگس مربوط می‌شود. سیاقی که در آن بر خلاف اکثر موسیقیدانان جز (حداقل معاصران او) تأکید بر ملودی و همخوانی نواهای مختلف در گروه بود. بداهه نوازی در گروه او بر همین اساس است و به سبک جز نیواورلان مشابهت دارد از آنجا که در آن به هماهنگی تکنواز و گروه بسیار بها داده می‌شود. آهنگ‌های مینگس با وجود ملودیک بودن، معمولاً در سبک آوانگارد جز رده‌بندی می‌شوند و این بخاطر ساختار پیچیدهٔ آهنگ‌سازی و ترکیب‌بندی کارهای او است. به‌طور خلاصه، صدای گروه او کاملاً مجزا از تمامی دیگر نوازندگان جز است و احتمالاً به همین خاطر است که با وجود جایگاه مهم‌اش در موسیقی، اکثر آهنگ‌های او دوباره‌نوازی نمی‌شوند که پدیده‌ای منحصربه‌فرد در موسیقی جز است.
معمولاً مینگس را با دوک الینگتن مقایسه می‌کنند. به طوری که می‌توان گفت موسیقی او بعد از موسیقی کلیسایی سیاهان بیش از همه متأثر از کارهای دوک∗ است. مینگس در جوانی برای مدت کوتاهی در گروه دوک الینگتن نواخت اما به علت اخلاق تند از گروه اخراج شد. او که پدیدهٔ کنترباس در آن زمان به‌شمار می‌رفت، همچنین با لویی آرمسترانگ، لاینل همپتتن، آسکار پیترسن، دیزی گلیسپی، چارلی پارکر، باد پاول و مکس روچ به عنوان نوازنده و برخی مواقع آهنگ‌ساز همکاری کرد.
از اواسط دهه ۵۰ او اکثراً به عنوان رهبر گروه‌هایی با حدود ۸–۱۰ نفر به ضبط می‌پرداخت و از نوازندگانی متغیر در گروهش استفاده می‌کرد که در میان آنها می‌توان از اریک دلفی و رنالد کیرک و بوکر اروین نامبرد. از آلبوم‌های مهم او در این دوران می‌توان به مینگوس اه اوم∗ (۱۹۵۹ - آلبومی زیبا و ادای احترامی به بزرگان جز)، چارلز مینگوس ارائه می‌دهد چارلز مینگوس را∗ (۱۹۶۰ و نزدیک به سبک فری جز)، قدیس سیه و بانوی گناهکار ∗ (۱۹۶۳ و یکی از بزرگ‌ترین رهاوردهای جز از لحاظ ارکستراسیون ) نام برد.
در دههٔ ۷۰ فعالیت او محدود شد و او کمابیش با افسردگی روبه‌رو بود. در این دهه او برای ارائه ترکیبی از موسیقی کلمبیایی و جز در دو آلبوم تغییرات ۱و۲ تلاش کرد و در آخرین روزهای عمرش در ۱۹۷۹ مشغول همکاری با اسطورهٔ موسیقی فلک و راک جونی میچل بود. شاید مهم‌ترین اثر او یعنی سنگ نوشته∗ بعد از مرگش کشف شد که بیش از ۴۰۰۰ میزان طول دارد و یکی از بلندترین قطعات موسیقی جز است.